# Rupià
Rupià – gmina w Hiszpanii, w prowincji Girona, w Katalonii, o powierzchni 5,39 km². W 2011 roku gmina liczyła 248 mieszkańców.